# 16 Хэпворта 1924 года
«16 Хэпворта 1924 года» или «16-й день Хэпворта 1924 года» (англ. Hapworth 16 1924) — повесть американского писателя Джерома Д. Сэлинджера. Впервые опубликована 19 июня 1965 года в журнале The New Yorker и с тех пор больше не переиздавалась. Последняя прижизненная опубликованная работа Сэлинджера.
Произведение представляет собой письмо Симора Гласса, старшего сына семейства Глассов, персонажей многих произведений Сэлинджера. Семилетний Симор и его пятилетний брат Бадди находятся в летнем лагере, и Симор пишет весьма объёмное письмо своим родителям.